# Pangnirtungs flygplats

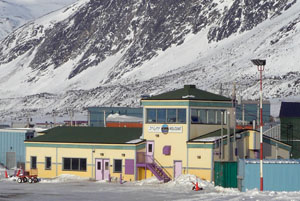
Flygplatsterminalen

Pangnirtungs flygplats, Pangnirtung Airport, (IATA-kod YXP – ICAO-kod CYXP) är en flygplats belägen i Pangnirtung, Nunavut i Kanada. Flygplatsen sköts av Nunavuts regering.